# Papiro 8
O Papiro 8  ({\displaystyle {\mathfrak {P}}}8) é um antigo papiro do Novo Testamento que contém os capítulos quatro a seis dos Actos dos Apóstolos.